# Johann Heinrich Hottinger der Ältere

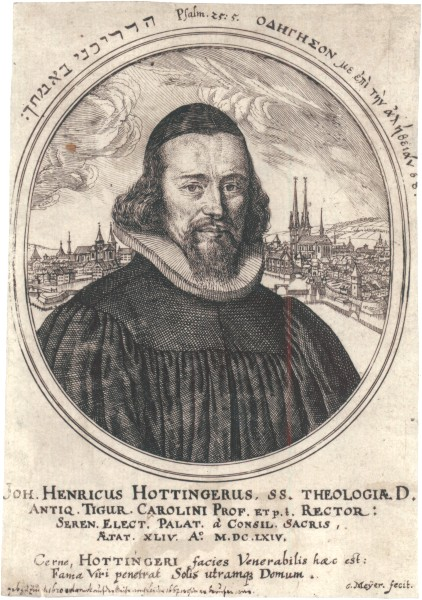
Conrad Meyer (1618–1689): Johann Heinrich Hottinger, 1664

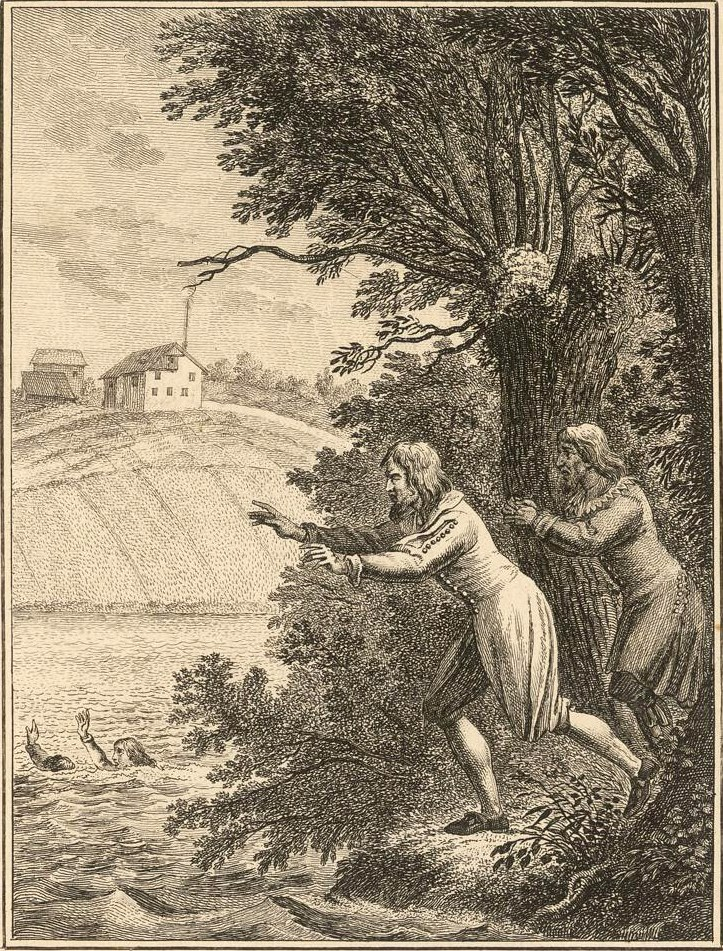
Hottinger will versuchen, seine Kinder aus der Limmat zu retten

Johann Heinrich Hottinger (* 10. März 1620 in Zürich; † 5. Juni 1667 bei Zürich) war ein Schweizer Orientalist und reformierter Theologe.

## Leben
Hottinger studierte in Zürich, Genf, Groningen und Leiden orientalische Sprachen und Theologie. In Groningen besuchte er Vorlesungen bei Jacob Alting, in Leiden jene seines Lehrers und Förderers Jacobus Golius. Nachdem er England und Frankreich bereist hatte, wurde er 1642 in Zürich Professor der Kirchengeschichte, 1648 der Theologie und der orientalischen Sprachen und 1653 ordentlicher Professor der Rhetorik und Logik.
Zwei Jahre später folgte er einem Ruf des Kurfürsten Karl Ludwig von der Pfalz als Professor für das Alte Testament und Hebräisch nach Heidelberg. Als Rektor erneuerte er das Heidelberger Collegium Sapientiae, kehrte aber 1661 auf Wunsch des Zürcher Rats nach Zürich zurück und erhielt hier die Würde eines beständigen Rektors des Collegium Carolinum.
1664 reiste er als Zürcher Gesandter zu protestantischen Reichsfürsten und in die Niederlande.
Im Begriff, einem Ruf an die Universität Leiden zu folgen, ertrank er auf dem Weg zu seinem Landgut in Unterengstringen bei der Rettung von Reisenden mit dreien seiner Kinder bei der heutigen Kornhausbrücke in der Limmat. Das aufsehenerregende, in Klageschriften und Druckgraphiken öffentlich erinnerte Unglück hatte ein im Hochwasser verborgener Pfahl verursacht, auf den der zum Transport verwendete Weidling aufgefahren war.
Zu seinen Söhnen gehörten der Hebraist Johann Heinrich Hottinger (1647–1692), der Arzt und Physiker Salomon Hottinger (1649–1713), der Theologe Johann Jakob Hottinger (1652–1735) und der Arzt und Numismatiker Johann Konrad Hottinger (1655–1730).

## Werk
Hottinger, der schon zeitgenössisch als einer der wichtigsten Vertreter der Zürcher reformierten Gelehrsamkeit galt, publizierte zahlreiche Werke über die Zürcher und europäische Reformations- und Kirchengeschichte, die Geschichte von Staat und Stadt Zürich und über theologische Streitfragen. Im Bereich der Orientalistik treten Abhandlungen über semitische Sprachen, orientalische Geschichte und Altertumskunde sowie Grammatiken hervor. Seine umfassende Belesenheit zeichnet sich in umfangreichen von ihm verfassten Katalogen und Bibliographien unter anderem der arabischen Literatur der Universitätsbibliothek Leiden und der Bestände der Zürcher Bürgerlichen Bibliothek ab.
Aus seinen Publikationen treten hervor:
- Historia ecclesiastica (1651–1667, 9 Bde.)
- Historia orientalis (Zürich 1651). doi:10.3931/e-rara-10820
- Thesaurus philologicus, Clavis scripturae (Zürich 1649, 3. Ausg. 1669). doi:10.3931/e-rara-9903
- Etymologicon orientale, sive Lexicon harmonicum heptaglotton (Heidelberg 1661)
- Speculum Helvetico-Tigurinum pentágōnon, quo, breviter & succincte, de Helvetiorum, Tigurinorum cumprimis, agitur statu... (Zürich 1665). doi:10.3931/e-rara-9883
- Johann Heinrich Hottinger: Stammbuch (=Album amicorum). Zürich etc., 1638–1654, Zentralbibliothek Zürich, Handschriften, Ms D 207 ac. doi:10.7891/e-manuscripta-53861

Neben den gedruckten Publikationen hinterliess er den heute in der Zentralbibliothek Zürich erhaltenen, noch immer unerschlossenen „Thesaurus Hottingeranus“, eine bedeutende Sammlung von mehrheitlich unveröffentlichten Schriften und Dokumenten zur Kirchengeschichte des 16. und 17. Jahrhunderts in 52 Bänden, enthaltend unter anderem Briefwechsel mit Martin Luther, Philipp Melanchthon, Erasmus von Rotterdam, Ulrich Zwingli, Rudolf Gwalther, Heinrich Bullinger, Konrad Pellikan, Theodor Zwinger, Theodor Beza, Josias Simmler, Aegidius Tschudi, Johann Jakob Breitinger sowie Hottingers umfangreiche eigene Korrespondenz mit herausragenden Schweizer und europäischen Gelehrten.